# Lyudmila Blonska
Lyudmyla Leonydivna Blonska (em ucraniano:  Людмила Леонідівна Блонська) é uma heptatleta ucraniana que acumula medalhas de ouro na Universíada de Verão de 2005, de prata no Mundial 2007 e de ouro no Mundial Indoor de 2006 (esta no pentatlo).
Em 2008, nos Jogos Olímpicos de Pequim, ela foi pega no teste anti-doping por uso de metiltestosterona e teve sua medalha de prata cassada.